# معركة اليعربية (فبراير-مارس 2013)
معركة اليعربية (فبراير-مارس 2013) هي معركة وقعت في فبراير (شباط) ومارس (آذار) 2013 في مدينة اليعربية التابعة لمحافظة الحسكة في سوريا خلال الحرب الأهلية السورية، وانتهت بانتصار فصائل المعارضة الذين سيطروا على بلدة اليعربية الواقعة على الحدود السورية مع العراق.

## التسلسل الزمني للأحداث
في بداية عام 2013 وخلال الحرب الأهلية السورية تشكّلت في مدينة اليعربية في سوريا جماعة مناهضة للنظام السوري عُرفت باسم جماعة أحرار الجزيرة، ودخلت في صراع مع الجيش السوري النظامي، ثُمّ انضمت إليها لاحقاً كل من جبهة النصرة وجماعة أحرار الشام وجماعة غرباء الشام. وفي 28 فبراير (شباط) 2013، تمكن مقاتلو جبهة النصرة من السيطرة على معبر اليعربية الحدودي. كان المتمردون قد استولوا بالفعل على هذه المنطقة، ثم استعادها الموالون للنظام السوري في عام 2012. غير أن الجيش السوري نجح في استعادة السيطرة على المعبر الحدودي، وكذلك على نصف بلدة اليعربية في 1 مارس (آذار) 2013.
ظل الجيش العراقي على الجانب الآخر من الحدود واقفًا على الحياد أثناء القتال على الرغم من سقوط طلقات نارية من الجانبين في الأراضي العراقية. وفي 2 مارس (أذار) 2013 اتهم سليم إدريس القائد العام للجيش السوري الحر، الجيش العراقي بفتح النار على المتمردين، غير أن الحكومة العراقية نفت ذلك، وقد قُتل جندي عراقي في نفس اليوم بنيران قادمة من سوريا. استمر القتال لبضعة أيام وتمكن المتمردون من السيطرة على نصف المدينة وبدءوا يستعيدون السيطرة على المعبر الحدودي. وفي بداية شهر مارس (أذار) 2013، سقطت بلدة اليعربية بالكامل في أيدي ميليشيات المتمردين والجهاديين التابعين للمعارضة السورية.

## النتائج
في 2 مارس (أذار) 2013، لجأ قرابة 65 جنديًا ومسؤولًا سوريًا إلى العراق، كما نُقل أربعة جنود سوريين مصابين إلى مستشفى ربيعة الواقع على الجانب الآخر من الحدود السورية مع العراق. وتحرك بعد ذلك الجنود والمسؤولون السوريون باتجاه نقطة الوليد الحدودية، برفقة جنود عراقيين، بهدف العودة إلى سوريا، ولكنهم سُرعان ما وقعوا في كمين نصبه لهم تنظيم الدولة الإسلامية في العراق والشام (داعش) في عكات التابعة لمحافظة الأنبار في العراق في 4 مارس (آذار) 2013، وتم ذبحهم جميعًا تقريبًا. ثُمّ أغلقت الحكومة العراقية معبر اليعربية الحدودي في 7 مارس (آذار) 2013، وأرسلت قوات الجيش إلى هناك كتعزيزات.
ومنذ ذلك الحين، أصبحت بلدة اليعربية تحت سيطرة الجهاديين، بينما طُردت قوات أحرار الجزيرة من المدينة على يد جبهة النصرة، كما فر العديد من السكان أيضًا إلى المناطق التي يسيطر عليها الأكراد في الشمال.